# Operace Cottage
Operace Cottage byla vyloďovací operace v době druhé světové války, která měla dokončit dobytí Japonci okupovaných Aleutských ostrovů.
Dne 15. srpna 1943 se spojenecké jednotky vylodily na ostrově Kiska, který byl okupován japonskými jednotkami od června 1942. Japonci však ostrov opustili dva týdny před invazí a spojenecké jednotky se vylodily bez boje.
Navzdory tomu po více než dvou dnech v husté mlze a ve zmatcích se americké a kanadské jednotky omylem střetly, když se zaměnily s nepřítelem. Po krátké přestřelce přišlo o život 32 lidí, s dalšími 50 zraněnými na obou stranách a 130 lidí, kteří měli „zákopovou nohu“. Spojenecké jednotky přišly během operace o 300 lidí kvůli japonským minám, incidentům mezi USA a Kanadou a kvůli těžkému terénu.